# Rémersdael
Rémersdael (en néerlandais Remersdaal, en allemand Reemersthal, anciennement en français Rembierval, en wallon Rèbiévå) est une section de la commune belge de Fourons située en Région flamande dans la province de Limbourg. 
C'est une des seules parties de la province du Limbourg qui faisait partie du Duché de Limbourg. On y parle en majorité le français (80% de francophones).

## Toponymie
de Reinbretesdalo (vers 1050), Regenberti ualle (vers 1191)

## Patrimoine
- L'église Saint-Héribert de Rémersdael.
- Le château d'Obsinnich.

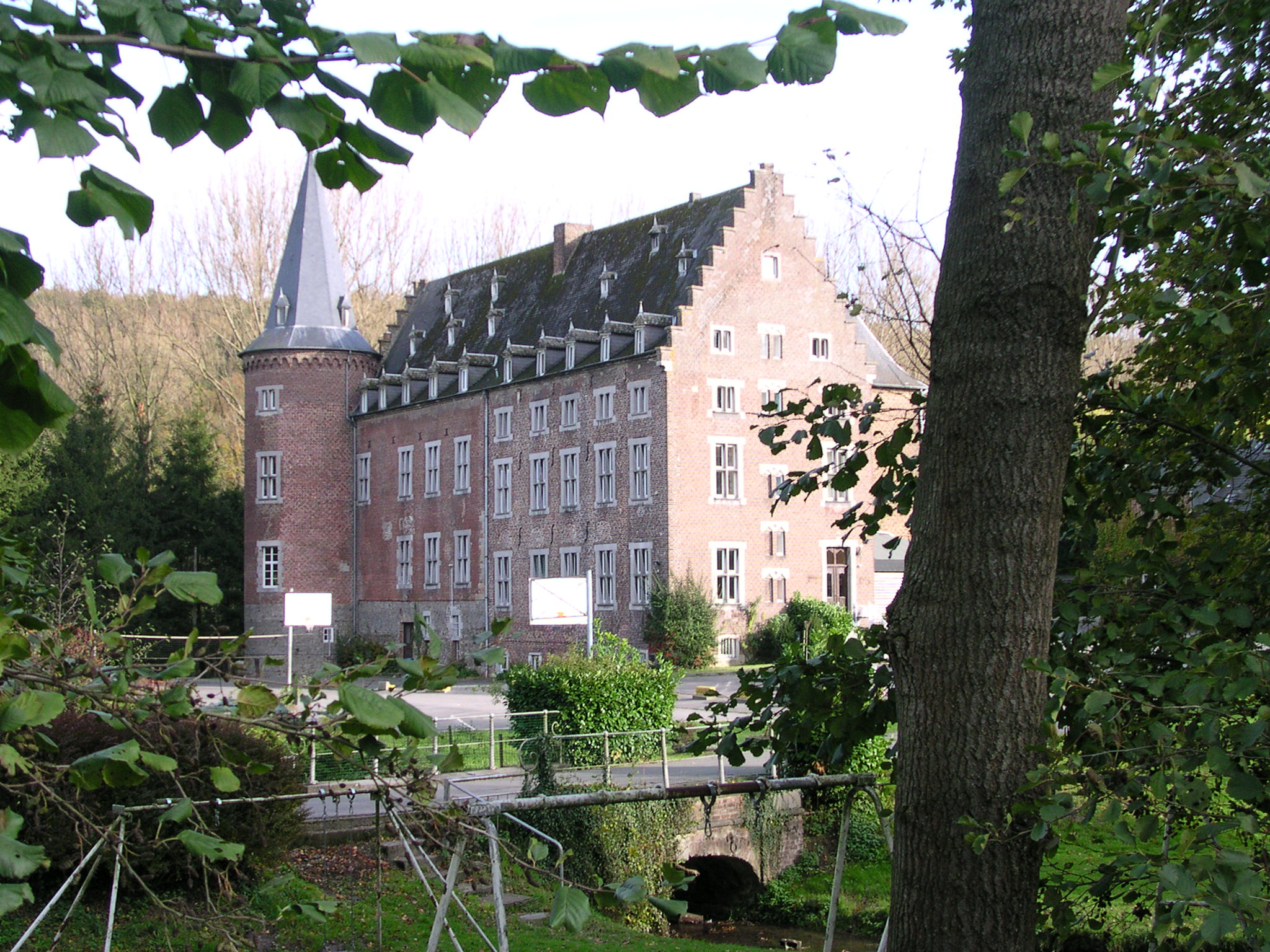
Château d'Obsinnich
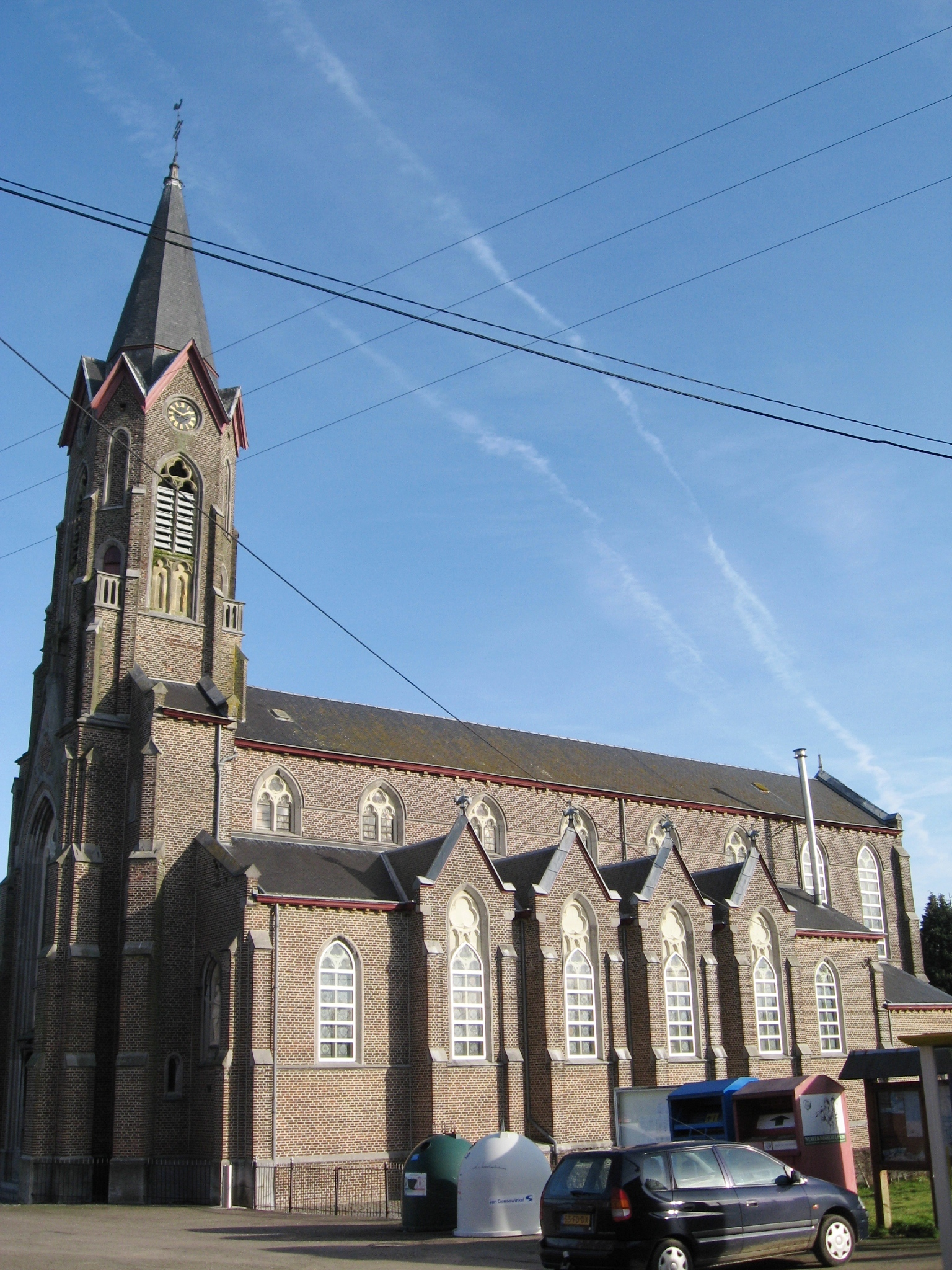
Église Saint-Héribert